# Tepakán
Tepakan är en ort i Mexiko.   Den ligger i kommunen Tepakán och delstaten Yucatán, i den östra delen av landet, 1 100 km öster om huvudstaden Mexico City. Tepakan ligger 13 meter över havet och antalet invånare är 2 064.
Terrängen runt Tepakan är mycket platt. Runt Tepakan är det ganska tätbefolkat, med 65 invånare per kvadratkilometer. Närmaste större samhälle är Izamal, 12,8 km söder om Tepakan. Trakten runt Tepakan består till största delen av jordbruksmark.